# Aumühle (Darmstadt)
Die Aumühle ist eine Einrichtung für Menschen mit Behinderungen in Darmstadt-Wixhausen. Sie gehört zum diakonischen und gemeinnützigen Unternehmen Mission Leben aus Darmstadt.

## Beschreibung und Geschichte
Das Hofgut Aumühle wurde 1899 vom Hessischen Landesverein für Innere Mission erworben. Das ca. 13 ha große Hofgut war zunächst eine Einrichtung für schwererziehbare Jugendliche. Nach dem Zweiten Weltkrieg wurde es zeitweise zur Beherbergung junger Kriegsheimkehrer genutzt. Im Jahr 1976 schloss die Innere Mission die Einrichtung für Jugendliche. 1977 wurde die Behinderteneinrichtung Aumühle eröffnet. Im Jahr 1983 wurde, nach dem Umbau und Ausbau der alten Mühle, die Behinderteneinrichtung offiziell eingeweiht.
Die Behinderteneinrichtung Aumühle ist eine Einrichtung in Trägerschaft der Mission Leben - Jugend- und Behindertenhilfe gGmbH. Eine Werkstatt für Menschen mit Behinderung und der Wohnverbund sind die zwei Aufgabenfelder der Aumühle. Der Wohnverbund gliedert sich in 4 Wohnbereiche, Ambulant Betreutes Wohnen und der Tagesstätte. Die Wohnbereiche bieten zwei unterschiedliche Betreuungsarten (stationär begleitet und stationär) für insgesamt 130 Frauen und Männer, im Alter von 18 – 83 Jahren an, fast 40 Klienten wohnen in eigenen Wohnungen im Stadtteil. Daneben gibt es ca. 180 Plätze in der Werkstatt für erwachsene Menschen mit einer geistigen Behinderung. Der Werkstattbereich gliedert sich in die Bereiche Gärtnerei, Industriedienstleistung, Aktenvernichtung und Wäscherei.
Daneben bietet die Aumühle Berufsbildung und eine Tagesförderstätte an. Letztere wendet sich an Menschen mit schwerer und mehrfacher Behinderung. Die Maßnahme „Tagesstruktur Wohnen“ steht den Menschen zur Verfügung, die alters-, krankheits- oder behinderungsbedingt aus der Werkstatt für Menschen mit Behinderungen (WfbM) ausgeschieden sind. Das so genannte „zweite Milieu“, die Tagesbetreuung, soll Struktur, Sicherheit und Verlässlichkeit für die Teilnehmenden im Alltag bieten. Freie Zeit soll, nach Möglichkeit individuell angepasst, sinnvoll und sinnstiftend genutzt werden. Für alle, die aus der Werkstatt ausgeschieden sind, bietet die Tagesstruktur entsprechende Angebote und Begleitung an.